# Jack Patijn
Jacob Adriaan Nicolaas (Jack) Patijn (Den Haag, 9 januari 1939 − Baarn, 13 juli 2019) was een Nederlands politicus van de PvdA.
Hij was afgestudeerd in de rechten en was plaatsvervangend secretaris van de raad van advies voor de ruimtelijke ordening voor hij in november 1972 benoemd werd tot burgemeester van de Betuwse gemeente Dodewaard. Aan het einde van zijn ambtsperiode speelden zich daar de protesten tegen de aan de Waal gevestigde Kerncentrale Dodewaard af. De autoriteit Patijn dwong respect af door de actievoerders tegemoet te treden en het gesprek met hen te openen.
Van 1980 tot 1991 was hij burgemeester van Doesburg en daarna was Patijn tot zijn pensionering in 2004 burgemeester van de gemeente Naarden. Hij overleed in 2019 op 80-jarige leeftijd.

## Familie
Patijn, lid van de familie Patijn, was een telg uit een geslacht van bestuurders en politici. Hij was een zoon van Conny Patijn, voormalig lid van de Tweede Kamer en als kamerheer in dienst van koningin Juliana. Hij was een broer van oud-burgemeester van Amsterdam Schelto Patijn en voormalig staatssecretaris Michiel Patijn.
Patijn trouwde in 1966 met de verpleegkundige Maria Theresia (Therees) Moes (1940), telg uit het geslacht Moes, met wie hij drie kinderen kreeg.